# Amphicnemis martini
Amphicnemis martini är en trollsländeart som beskrevs av Friedrich Ris 1911. Amphicnemis martini ingår i släktet Amphicnemis och familjen dammflicksländor. IUCN kategoriserar arten globalt som livskraftig. Inga underarter finns listade i Catalogue of Life.